# Teorema di Coulomb
In fisica, il teorema di Coulomb  sull'elettrostatica, è una relazione che permette di determinare l'intensità del campo elettrico in prossimità della superficie di un corpo conduttore conoscendo la densità di carica in quel punto. Permette, quindi, di calcolare il campo elettrico in prossimità della superficie una volta che si conosce la densità con cui vi sono distribuite le cariche. Ne risulta che il campo elettrico è uniforme in prossimità della superficie, perpendicolare a quest'ultima, e di intensità proporzionale alla densità superficiale di carica.
La carica in eccesso sulla superficie di un conduttore tende ad addensarsi nei punti di massima curvatura della superficie (ovvero di minor raggio di curvatura) e, in particolare, sulle punte. Col termine di potere disperdente delle punte si intende che dove la densità di carica è molto intensa il campo elettrico riesce ad accelerare gli ioni presenti nell'aria fino a generare urti che producono nuovi ioni (vento elettrico).

## Enunciato del teorema
Dato un corpo conduttore la cui superficie sia caratterizzata da una densità superficiale di carica {\displaystyle \sigma }, il campo elettrico prodotto in prossimità della superficie è:
{\displaystyle \mathbf {E} =-{\frac {{\partial }V}{{\partial }n}}{\hat {\mathbf {n} }}={\frac {\sigma }{\varepsilon _{0}}}{\hat {\mathbf {n} }}}
dove {\displaystyle \varepsilon _{0}} è la costante dielettrica del vuoto ed {\displaystyle {\hat {\mathbf {n} }}} è il versore normale alla superficie del conduttore.

## Dimostrazione

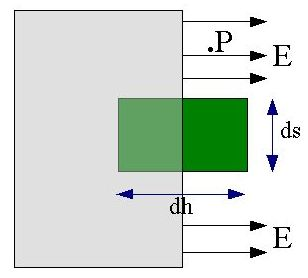
Dimostrazione del teorema di Coulomb

Si consideri una sfera tangente alla superficie del conduttore; si prenda quindi un punto con una prossimità alla superficie stessa dipendente dal rapporto tra il raggio di curvatura e la distanza dal centro.
La direzione del campo elettrico è strettamente radiale in quanto la presenza di un campo elettrico tangenziale muoverebbe le cariche, condizione che invaliderebbe l'ipotesi. Questa deduzione la si ricava anche dalla relazione tra il campo e il suo potenziale: così come in una linea chiusa, in un conduttore la differenza di potenziale, e dunque la circuitazione, tra due punti è sempre nulla, sarà nulla anche la componente tangenziale di {\displaystyle \mathbf {E} }, in quanto {\displaystyle \mathbf {E} =-\mathbf {\nabla } V} (la variazione del potenziale è nulla).
Conoscendo le caratteristiche vettoriali si può applicare il teorema di Gauss. Si consideri un cilindro con base {\displaystyle ds} infinitesima parallela al conduttore e di spessore {\displaystyle dh} e si calcoli il flusso del campo elettrico attraverso questa superficie. Dalla natura vettoriale del campo si nota che l'unico contributo al flusso è quello attraverso la base {\displaystyle ds}. Pertanto, considerando {\displaystyle \sigma ds} il valore della carica distribuita sulla porzione di superficie {\displaystyle ds}:
{\displaystyle d\Phi =\mathbf {E} \cdot d\mathbf {s} ={\frac {\sigma ds}{\varepsilon _{0}}}}
da cui si ottiene:
{\displaystyle \mathbf {E} ={\frac {\sigma }{\varepsilon _{0}}}{\hat {\mathbf {n} }}}